# Lyssomanes reductus
Lyssomanes reductus là một loài nhện trong họ Salticidae.
Loài này thuộc chi Lyssomanes. Lyssomanes reductus được Elizabeth Maria Gifford Peckham & George William Peckham miêu tả năm 1896.